# 方塘乡
方塘乡，是中华人民共和国安徽省宣城市宁国市下辖的一个乡镇级行政单位。

## 行政区划
方塘乡下辖以下地区：
方塘村、双村、葛村、上坦村、潘茶村和板桥村。